# Ronan Chabot
Pour les articles homonymes, voir Chabot.
 (octobre 2024).
Ronan Chabot, né le 6 octobre 1966 à Nantes, est un pilote automobile de rallye-raid français et un homme d'affaires. Il détient avec son copilote Gilles Pillot un record de partenariat, avec 21 participations en commun au Rallye Dakar. 

## Biographie

### Jeunesse et carrière sportive
Ronan Chabot est né à Nantes en 1966.   
Sportif multidisciplinaire, il a pratiqué le karting, la planche à voile (dont quelques manches de Coupe du monde en fun board) et a participé a plus de 150 rallyes dont 21 Rallyes Dakar,, avec son compère Gilles Pillot, ancien copilote de Paul Belmondo, Jean-Luc Crétier, David Hallyday, Bruno Saby et Luc Alphand. Il a aussi participé aux rallyes d'Argentine, de Tunisie, du Maroc, au Dubaï Challenge, et au Rallye des Pharaons.  

### Carrière d'entrepreneur
D'abord employé dans la concession automobile de son père pour remplacer un vendeur malade, il ouvre sa propre concession Toyota à la Roche-sur-Yon en Vendée en 1998 puis plusieurs autres dans l’Ouest de la France.  
En 2005, il rachète les concessions Mercedes dans lesquelles il avait commencé. Il fait progresser son groupe de distribution automobile RCM jusqu'à un chiffre d'affaires d'un milliard d'euros en 2019[source insuffisante]. 
C’est également l’année dans laquelle il se diversifie en commençant la distribution de la marque de bateau Beneteau. Dans la même année, il se développe également en Suisse et en Belgique. 
En 2024, le groupe RCM (Ronan Chabot management) possède 127 concessions, et distribue les marques Mercedes-Benz, Toyota, Porsche, Lexus, Saga Classic ainsi que Beneteau, Azimut, Highfield, Invictus et Capoforte. Il est présent dans six pays, France, Belgique, Suisse, Luxembourg, Royaume-Uni et Tchéquie et emploie 3000 personnes.

## Rallye Dakar
Il compte 21 participations.
| Année | Catégorie | Marque       | Position       | Copilote      |
| ----- | --------- | ------------ | -------------- | ------------- |
| 2002  | Auto      | Toyota       | Abd.           | Gilles Pillot |
| 2003  | Auto      | Toyota       | 33e            | Gilles Pillot |
| 2004  | Auto      | Toyota       | Abd.           | Gilles Pillot |
| 2005  | Auto      | Toyota       | 29e            | Gilles Pillot |
| 2006  | Auto      | Toyota       | Abd.           | Gilles Pillot |
| 2007  | Auto      | Toyota       | 32e            | Gilles Pillot |
| 2009  | Auto      | Toyota       | 19e            | Gilles Pillot |
| 2010  | Auto      | SMG          | Abd. (étape 3) | Gilles Pillot |
| 2011  | Auto      | SMG          | 13e            | Gilles Pillot |
| 2012  | Auto      | SMG          | 13e            | Gilles Pillot |
| 2013  | Auto      | SMG          | 7e             | Gilles Pillot |
| 2014  | Auto      | SMG          | 18e            | Gilles Pillot |
| 2015  | Auto      | SMG          | 10e            | Gilles Pillot |
| 2016  | Auto      | Toyota Hilux | 22e            | Gilles Pillot |
| 2017  | Auto      | Toyota Hilux | Abd. (étape 4) | Gilles Pillot |
| 2018  | Auto      | Toyota Hilux | Abd. (étape 3) | Gilles Pillot |
| 2019  | Auto      | Toyota Hilux | 10e            | Gilles Pillot |
| 2020  | Auto      | Toyota Hilux | 23e            | Gilles Pillot |
| 2021  | Auto      | Toyota Hilux | 22e            | Gilles Pillot |
| 2022  | Auto      | Toyota Hilux | 22e            | Gilles Pillot |
| 2024  | Auto      | Toyota Hilux | 19e            | Gilles Pillot |

## Autre palmarès
- 2005 : Champion du monde, avec Gilles Pillot, en Production (2 roues motrices) sur Toyota Land Cruiser D-4D Toys Motors[2].

## Distinctions

### Pour son groupe automobile RCM
- 2018 : distributeur automobile français de l’année.
- 2021 : prix de la Saga familiale aux Grands Prix de la Distribution Automobile.
- 2022 : distributeur automobile belge et luxembourgeois de l’année[7].